# متسويوزو
منزل يوسف أو (نقحرة: متسويوزو) (بالإيطالية: Mezzojuso)‏ هي بلدية في مقاطعة باليرمو في صقلية الإيطالية.

## السكان
في سنة 1861 بلغ عدد السكان 5٬092 نسمة، وتطور العدد ليصل في سنة 2011 لـ 3٬020 نسمة.
يظهر هذا المخطط البياني تطور النمو السكاني لـ منزل يوسف

## معرض صور

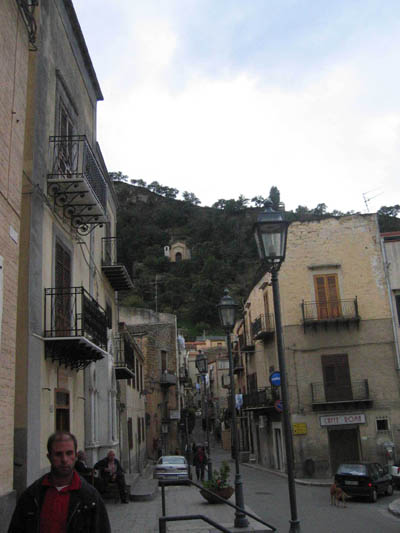
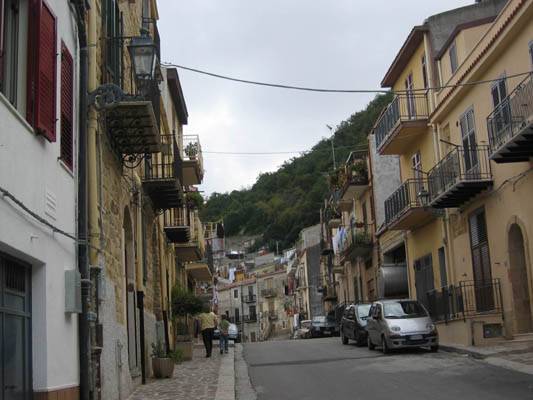
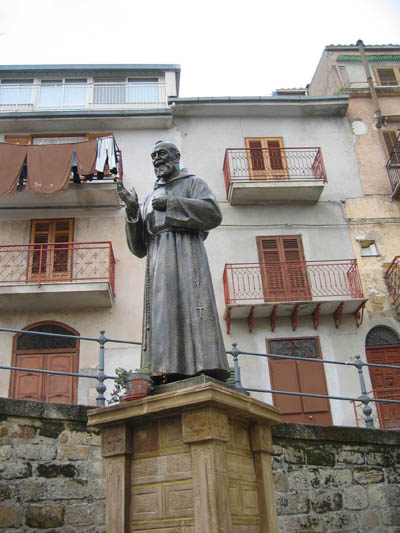
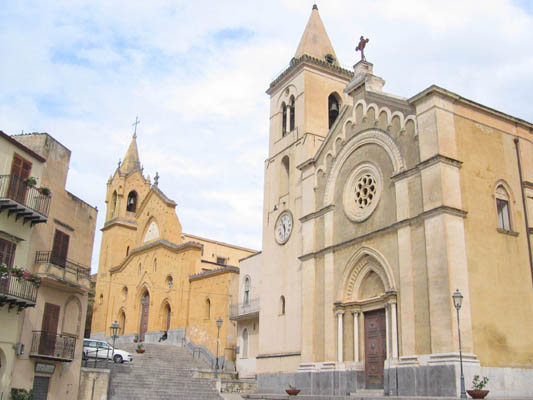
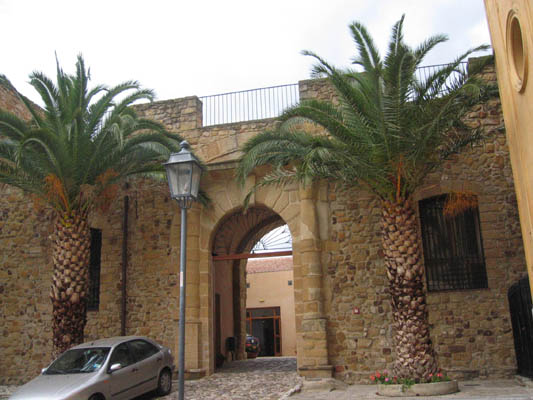